# سد گژن
سد گژن (به لاتین: Gezhen Dam) یک سد و نیروگاه برقابی در چین است که در Dongfang واقع شده‌است.